# Oviraptoridae
Oviraptoridae é um grupo de dinossauros maniraptoranos herbívoros e omnívoros extintos aparentados das aves. Caracterizam-se pelos bicos sem dentes e semelhantes aos de papagaios e, em alguns casos, cristas sofisticadas. Eram geralmente pequenos, medindo entre um e dois metros de comprimento na maioria dos casos. Só se conhecem exemplares com origem no Cretácico tardio e provenientes da Ásia, tendo os espécimes mais completos sido encontrados no deserto de Gobi na Mongólia e no noroeste da China.